# Cophura calla
Cophura calla är en tvåvingeart som beskrevs av Pritchard 1943. Cophura calla ingår i släktet Cophura och familjen rovflugor. Inga underarter finns listade i Catalogue of Life.